# Ana Maria, Meu Amor
Ana Maria, Meu Amor foi uma telenovela exibida pela TV Tupi de 29 de novembro de 1965 a 12 de fevereiro de 1966, escrita por Alves Teixeira e dirigida por José Parisi, no horário das 19h30.

## Enredo
A história de um fugitivo da justiça que acaba se envolvendo com um amor impossível.

## Elenco
- Eva Wilma - Ana Maria
- John Herbert - Jorge
- Guy Loup - Lucy
- Eduardo Abbas - Martins
- José Parisi - Álvaro
- Dirceu Conte - Dr. Rubião
- Débora Duarte
- Vininha de Moraes - Corina
- Nello Pinheiro - Jasão
- Ruth Mota
- Ubiratan Gonçalves - Mimoso
- Ênio Gonçalves - Cajado
- Julio Rosemberg
- Bety Muniz - Joaninha
- Renata Ravena - Geórgia
- Gina Tamar - Governanta